# Ghost in the Shell (Anime)
Der Film Ghost in the Shell (japanisch 攻殻機動隊, Kōkaku Kidōtai, dt. Übersetzung Mobile Angriffspanzer-Einsatztruppe) von Mamoru Oshii aus dem Jahr 1995 gilt als einer der klassischen Science-Fiction-Anime und trug zur zunehmenden internationalen Popularität von Animes bei. Er basiert auf dem gleichnamigen Manga Ghost in the Shell von Masamune Shirow. Der Cyborg-Fantasy-Film befasst sich mit der Frage, was den Menschen beziehungsweise die menschliche Persönlichkeit ausmacht. Das Subgenre wird mitunter auch als Mecha-Anime bezeichnet.
Der futuristische Cyberpunk-Film spielt in einer dystopischen Zukunft, in der unkontrollierbarer Einsatz technischer Möglichkeiten und Körpermodifikationen die gesellschaftliche Stabilität gefährden. Wie bereits Akira (1988) enthält auch Ghost in the Shell Gewaltdarstellungen und Body-Horror-Elemente. Außerhalb Asiens trugen beide Filme entscheidend zu einer Emanzipation des Anime-Films für Erwachsene bei, der zunehmend separat von Zeichentrickfilmen für Kinder wahrgenommen wurde.
Oftmals von späteren Werken zitiert, lieferte der Science-Fiction-Meilenstein unter anderem den Wachowskis einige Ideen, die sie in ihrem 1999 Cyberpunk-Film Matrix aufgriffen. Auch James Cameron hat einige Ideen aus Ghost in the Shell in seinem Werk Avatar – Aufbruch nach Pandora (2009) verwendet.

## Handlung
Im Jahr 2029 haben viele Menschen Teile ihres Körpers durch künstliche Bestandteile ersetzen lassen, wurden also zu Cyborgs, um so bestimmte Fähigkeiten zu verbessern oder sich neue anzueignen. Sogar das Gehirn lässt sich teilweise durch ein sogenanntes Cyberbrain ersetzen. Verpackt in einer Biokapsel (Shell) stecken darin menschliche Gehirnzellen mit dem Geist (Ghost), der die Identität und Persönlichkeit enthält. Bedrohlich ist das Auftauchen eines unbekannten Hackers, genannt Puppet Master (zu dt. Puppenspieler), der die Sicherheitsbarrieren der Shell überwinden und einige Cyborgs kontrollieren kann. Seine Opfer werden mit falschen Erinnerungen manipuliert, verlieren ihre Identität und begehen Verbrechen für den Puppet Master oder seine Auftraggeber.
Nachdem er verschiedene Staatsbeamte unter seine Kontrolle gebracht hat und mit ihnen die Politik manipuliert, wird die geheime, für Cyberkriminalität zuständige Sektion 9 des Innenministeriums mit der Suche nach dem Puppet Master beauftragt. Doch die gefassten Personen haben keine Erinnerungen an ihre Taten. Major Motoko Kusanagi, die für die Sektion 9 arbeitet und einen fast vollständig künstlichen Körper besitzt, ist auch persönlich bedroht: Ihr künstlicher Körper verleiht ihr übermenschliche Kräfte, macht sie aber gleichzeitig abhängig von der Technik und zu einem potenziellen Ziel für Manipulationen des Puppet Masters. Als menschlicher Wesenskern ist ihr nur ihr Ghost verblieben. Oft denkt sie darüber nach, ob sie überhaupt noch ein Mensch oder nur ein künstliches Wesen mit einem künstlichen Bewusstsein ist.
Wie sich im Zuge der Ermittlungen herausstellt, ist der Puppet Master ein Ghost, der aus unerklärlichen Gründen aus dem Netzwerk selbst entstanden zu sein scheint. Er besitzt kein organisches Gehirn in einer Shell oder in einem bestimmten Körper. Dieses Wesen wird schließlich von der Sektion 9 in einem durch einen Unfall beschädigten weiblichen Cyborg-Körper aufgespürt. Der so verkörperte Puppet Master beantragt politisches Asyl bei Sektion 9. Der Körper wird aber kurz darauf von Sektion 6 entführt. Diese hat die Software erschaffen, aus der der Puppet Master entstanden ist, um damit Hackerangriffe auszuführen. Kusanagi befreit den Puppet Master, auch weil sie an ihm aufgrund ihrer eigenen Identitätskrise interessiert ist. Er offenbart ihr, dass er durch seine Verbrechen versucht hat, die Sektion 9 und Kusanagi auf sich aufmerksam zu machen. Sein Wunsch ist es, seinen Ghost mit jenem von Kusanagi zu verschmelzen, um zu erlangen, was ihm zum Leben fehlt. In einer solchen Verschmelzung sieht er eine Möglichkeit der Erneuerung des Lebens, eine Alternative zur biologischen Fortpflanzung, wie sie ihm und auch Cyborgs wie Kusanagi nicht möglich ist.
Letztendlich findet Kusanagi wohl eine Antwort auf ihre Existenzfrage und auf den Wunsch des Puppet Masters und beide verschmelzen miteinander. Als neues Wesen wird sie, nachdem die alten Shells bei dem Befreiungsversuch zerstört worden sind, von ihrem Kollegen und Vertrauten Batou im Cyborgkörper eines jungen Mädchens reaktiviert. Sie erklärt Batou, was passiert ist, dankt ihm und beginnt ein neues Leben als Neugeborene.

## Produktion
Der Film wurde 1995 unter der Regie von Mamoru Oshii im Studio Production I.G produziert. Produktionsfirma war außerdem Bandai Visual, die Umsetzung fand unter anderem auch durch Tezuka Production und Tōei statt. Die Finanzierung wurde zu 30 % vom noch jungen britischen Anime-Verlag Manga Entertainment getragen, der sich damit die exklusiven Verwertungsrechte für seinen Markt sicherte. Das Drehbuch schrieb Kazunori Ito nach dem Manga von Masamune Shirow. Hiroyuki Okiura entwarf das Charakterdesign und die künstlerische Leitung hatte Hiromasa Ogura inne.
Bei der Produktion wurde das Compositing der zuvor gescannten Vorder- und Hintergrundbilder digital durchgeführt und danach Effekte ergänzt. Dadurch konnte Oshii auch mit Kameraeinstellungen und -effekten arbeiten, die denen von Realfilmen entsprechen, was im Trickfilm zuvor nicht möglich war. Diese Methode war damals neu und wurde für Ghost in the Shell erstmals in einem Anime eingesetzt, war aber in Hollywood bereits für einige Zeit in Gebrauch. Entgegen der Behauptung der Produzenten im Making-of war die Produktion in ihrer Nutzung digitaler Techniken daher nicht bahnbrechend und auch Anime-Studios wie Tōei Animation setzten parallel bereits auf ähnliche Methoden.

## Zitierte Werke und kulturelle Bezüge

### Filme
- 2001: Odyssee im Weltraum (engl. A Space Odyssey) (1968) von Stanley Kubrick
- Der dunkle Schirm (engl. A Scanner Darkly) (1977) nach ein Science-Fiction-Roman von Philip K. Dick
- Alien – Das unheimliche Wesen aus einer fremden Welt, Science-Fiction Film von Ridley Scott (1979) soll die Vorlage für das weiße Blut geliefert haben
- Blade Runner, Science-Fiction Film von Ridley Scott (1982)  nach der Romanvorlage Träumen Androiden von elektrischen Schafen? (1968) von Philip K. Dick

## Veröffentlichung
Ghost in the Shell kam am 18. November 1995 in die japanischen Kinos. Bandai Channel strahlte den Film im japanischen Fernsehen aus. Der Anime wurde unter anderem in Großbritannien, den USA, Spanien und Frankreich im Kino gezeigt und wurde 1996 auf den Filmfestspielen von Venedig vorgeführt.
Rapid Eye Movies veröffentlichte den Film am 15. November 1996 auf Deutsch auf VHS-Kassette, am 7. Januar 2005 wurde Ghost in the Shell von arte erstmals im deutschen Fernsehen gezeigt. Am 1. August 2005 wurde der Film von Panini Video auf DVD veröffentlicht.
Ende Dezember 2014 erschien eine 25-Jahre Jubiläumsedition des Films auf DVD und erstmals auch auf Blu-ray auf Deutsch vom Studio Nipponart. Auf dieser Edition ist die alte sowie neue Synchronisation anwählbar als auch ein Booklet und Making-of enthalten.

## Synchronisation
Die erste deutsche Synchronfassung von Ghost in the Shell wurde von der Splendid Synchron GmbH aus Köln für die Veröffentlichung auf VHS-Kassette erstellt. Für die DVD-Veröffentlichung des Films wurde vom Berliner Synchronstudio Hermes Synchron GmbH eine neue Übersetzung angefertigt. Bei dieser schrieb Claudia Urbschat-Mingues das Dialogbuch, und Andreas Pollak führte die Dialogregie. Hierfür wurden dieselben Sprecher eingesetzt, die später auch für die Fernsehserie Ghost in the Shell: Stand Alone Complex verpflichtet wurden.
| Rolle           | Japanische Sprecher (Seiyū) | Deutsche Sprecher (Alte Synchronisation) | Deutsche Sprecher (Neue Synchronisation) |
| --------------- | --------------------------- | ---------------------------------------- | ---------------------------------------- |
| Motoko Kusanagi | Atsuko Tanaka               | Luise Charlotte Brings                   | Christin Marquitan                       |
| Batou           | Akio Ōtsuka                 | Volker Wolf                              | Tilo Schmitz                             |
| Togusa          | Kōichi Yamadera             | Gregor Höppner                           | Klaus-Peter Grap                         |
| Aramaki         | Tamio Ōki                   | Hans-Gerd Kilbinger                      | Hasso Zorn                               |
| Ishikawa        | Yutaka Nakano               | Volker Wolf                              | Erich Räuker                             |
| Puppet Master   | Iemasa Kayumi               | Renier Baaken                            | Detlef Bierstedt                         |

## Musik
Die Filmmusik wurde von Kenji Kawai komponiert. Das Hauptthema des Films ist ein choraler Gesang (謡, utai) in drei Teilen – Making of Cyborg, Ghost City und Reincarnation – das im Kontrast zum Science-Fiction-Thema des Films steht. Zum einen verwendet dieses eine Melodie basierend auf traditionellen japanischen Volksliedern (民謡, min’yō) ergänzt mit Einflüssen aus der bulgarischen Volksmusik, da die traditionelle japanische Musik keine Choräle kennt, und wird von der Min’yō-Sängerinnengruppe Nishida Kazue Shachū gesungen. Zum anderen ist der Liedtext, der für alle drei Teile derselbe ist, in Altjapanisch gehalten wie in der Gedichtanthologie Man’yōshū aus dem 8. Jahrhundert erhalten und ist trotz der (teilweise futuristischen) Titel dem Text nach ein Hochzeitslied. Der Soundtrack erschien am 22. November 1995 in Japan auf CD.
Das Stück wurde von dem deutschen Drum-and-Bass-Musiker Makai in „Beneath The Mask“ gesamplet und erschien bei dem Label Precision Breakbeat Research. Auch Deadmau5 und Klangkarussell nutzten das Sample in „Intelstat“ und „Sternenkinder“.
Der erste Gesang Making of Cyborg wird dabei im Vorspann verwendet, der zweite Ghost City innerhalb des eigentlichen Films und der dritte im Abspann Reincarnation. In der internationalen Filmversion wurde der Abspanntitel durch One Minute Warning von „The Passengers“, d. h. die Rockband U2 und Brian Eno, ersetzt. In der neuen deutschen Synchronfassung wurde stattdessen wieder das japanische Lied verwendet.

## Rezeption

### Kritiken und Analysen
Patrick Drazen bezeichnet Ghost in the Shell als „bahnbrechenden Film“, als thematische Weiterführung von Appleseed, einem anderen Werk Oshiis, und als Reaktion auf die Krise der japanischen Wirtschaft und Politik zu Beginn der 1990er. Auch die zu dieser Zeit auftretenden Sekten wie Aum Shinrikyo hätten einen Einfluss auf den Film gehabt. Im Film bringe besonders die Szene auf dem Boot und die darauf folgende Fahrt durch die Kanäle der Stadt die Frage nach der Identität auf den Punkt. Dabei sieht Drazen den Film einerseits in der Tradition des Themas menschenähnlicher Maschinen, wie zum Beispiel in der Geschichte Konjaku Monogatari aus dem 12. Jahrhundert. Andererseits setze sich Ghost in the Shell gerade dadurch ab, dass die Maschinen, im Gegensatz zu früheren Geschichten, kaum mehr vom Menschen zu unterscheiden sind. Die Antwort auf ihre Fragen finde Kusanagi in einer „Cyborg-Version von Sex“, indem sie sich mit dem Puppet Master vereint und ein neues Wesen erschafft, das ins World Wide Web geboren wird. Den popkulturellen Beweis für ihre Menschlichkeit werde dem Zuschauer am Ende der Szene mit dem Puppet Master durch ihre Tränen gezeigt.
Daniel Kothenschulte bezeichnet den Film, neben Akira, als einen der „Türöffner“ des Animes im Westen. Ebenso wird er von Jonathan Clements als charakteristisch für die erwachsenenorientierten Boom von Anime in den 1990ern benannt. Eine weitere Gemeinsamkeit mit Akira, besteht darin, dass GITS auf zahlreichen internationalen Foren als eine der gelungensten Kombinationen von Anime und  Body Horror gefeiert wird, in der die Zerstörung des Körpers sowie dessen Ersatz durch künstliche Teile auf die Spitze getrieben wird. Am Ende bleibt die philosophische Frage, was einen Menschen eigentlich menschlich macht. Nach dem Lexikon des internationalen Films ist der Film von „philosophischen Fragen nach dem Sinn der Existenz in einer zusehends virtuellen Welt“ geprägt und „besticht durch stilistische Konsequenz und meditativen Erzählrhythmus“.
Ghost in the Shell erhielt 1997 den International Fantasy Film Award - Special Mention auf dem internationalen Filmfestival Fantasporto.
Der Theologe Rainer Gottschalg analysiert den Film aus einer anthropologisch-theologischen Perspektive. In seinem Beitrag Digitalisierung und ›Post‑Schöpfung‹ in Ghost in the Shell beschreibt er das Werk nicht als klassischen Thriller, sondern exemplarisch als diskursiven Raum der Selbstbefragung im digitalen Zeitalter. Gottschalg führt den Begriff der „Post‑Schöpfung“ ein, um das symbiotisch-coevolutive Verhältnis von Mensch und Technik zu fassen. Im Zentrum steht die Frage nach dem Menschsein selbst – aus der sich theologische Kategorien wie Freiheit, Leiblichkeit und Schöpfung erst erschließen, aber unter dem Transformationsdruck des Digitalen verschieben. Dabei stützt er sich nicht nur auf die narrative Struktur, sondern insbesondere auf die Bildsprache, Motivwahl und visuelle Symbolik des Films – etwa in der Darstellung von Spiegelungen, Verkörperung, Auflösung und Verschmelzung –, die er im Licht einer Differenz von symbolischen (sprachlichen) und mathematischen (binären) Wirklichkeitszugängen deutet.

### Einfluss auf die Popkultur
Die Geschichte von Motoko Kusanagi und ihrer Jagd nach dem Puppet Master hat das Genre des Science-Fiction-Films maßgeblich beeinflusst. So bezeichnen sich die Wachowski-Geschwister, die Schöpfer der Matrix-Trilogie, ausdrücklich als Ghost-in-the-Shell-Fans und griffen im ersten Matrix-Teil viele Elemente aus Ghost in the Shell wieder auf.
US-Regisseur James Cameron war von dem Film begeistert und verwendete die Idee, Körper und Geist getrennt voneinander agieren zu lassen, 2009 in seinem monumentalen Science-Fiction-Film Avatar – Aufbruch nach Pandora.
Das Musikvideo „King of My Castle“ von Wamdue Project besteht aus Sequenzen des Films Ghost in the Shell. Im Musikvideo „Zen Concrete“ werden von Sly & Robbie ebenfalls Sequenzen des Films verwendet.

## Remastering
Ein Remastering des Films wurde unter dem Titel Ghost in the Shell 2.0 am 12. Juli 2008 in Japan in ausgewählten Kinos von fünf Städten veröffentlicht und erschien dort am 19. Dezember 2008 auf DVD und Blu-ray; in Deutschland erschien der Film Ende Januar 2015 auf DVD und Blu-ray vom Studio Nipponart.
Regisseur Oshii sorgte dafür, dass ein Großteil der Animationen als CGI digital neu erstellt oder aufgewertet wurden und die Farbgebung auf den aktuellen Stand der Technik gebracht wurde.
Zusätzlich wurde der Soundtrack von Kenji Kawai auf 6.1 Kanäle neu gemischt und die Tonkulisse der von Ghost in the Shell 2: Innocence angepasst. In diesem Zuge erhielt auch die japanische Version eine neue Synchronisation.

## Realverfilmung
Regisseur und Produzent Steven Spielberg hatte sich im Jahr 2008 die Rechte für einen Kinofilm lizenziert. Dieser wurde neun Jahre später als Ghost in the Shell (2017) mit Hauptdarstellerin Scarlett Johansson unter der Regie von Rupert Sanders veröffentlicht.